# باولو سيزار أرواخو
باولو سيزار أرواخو (بالبرتغالية: Paulo César Araújo‏) (7 أكتوبر 1934 في البرازيل - 4 أبريل 1991 في البرازيل) هو لاعب كرة قدم برازيلي في مركز الهجوم. لعب مع بورتوغيزا سانتيستا ونادي سانتوس ونادي ساو باولو.

## وصلات خارجية
- باولو سيزار أرواخو على موقع قاعدة بيانات كرة القدم.إي يو (الإنجليزية)
- باولو سيزار أرواخو على موقع ناشيونال فوتبول تيمز (الإنجليزية)
- باولو سيزار أرواخو على موقع Soccerway.com (الإنجليزية)
- باولو سيزار أرواخو على موقع عالم كرة القدم.نت (الإنجليزية)